# John Stol
John Stol, (Amsterdam, 19 d'abril de 1885 - 19 d'abril de 1973) fou un ciclista neerlandès, que va ser professional des del 1904 fins al 1919. Fou el primer ciclista del seu país en guanyar una cursa de sis dies. Es va especialitzar en el ciclisme de resistència.

## Palmarès
- 1907
  - 1r als Sis dies de Nova York (amb Walter Rütt)
- 1911
  - 1r als Sis dies de Frankfurt (amb Walter Rütt)
  - 1r als Sis dies de Berlín (amb Walter Rütt)
- 1912
  - 1r als Sis dies de Berlín 1 (amb Walter Rütt)
  - 1r als Sis dies de Berlín 2 (amb Walter Rütt)
- 1913
  -  Campió dels Països Baixos de velocitat
  -  Campió dels Països Baixos de 25 km
- 1914
  -  Campió dels Països Baixos de velocitat
  - 1r als Sis dies de Brussel·les (amb Cyriel Van Hauwaert)
- 1918
  -  Campió dels Països Baixos de velocitat